# 惡鄰纏身2
《惡鄰纏身2》（英語：Neighbors 2: Sorority Rising，在美國以外記作）是一部於2016年上映的美國喜劇片，由尼可拉斯·史托勒執導並與安德魯·J·柯恩、布蘭登·歐布萊恩、塞斯·羅根和伊凡·戈博共同編劇。本片為2014年電影《惡鄰纏身》的續集。由羅根、柴克·艾弗隆、蘿絲·拜恩、克蘿伊·摩蕾茲、戴夫·法蘭科、艾克·拜瑞豪茲、卡拉·嘉洛和賽琳娜·戈梅茲主演。

## 劇情
麥克（塞斯·羅根 飾）和凱莉·萊納（蘿絲·拜恩 飾）即將迎接第二個寶寶，夫妻倆做出成人的重大決定：搬到郊區。他們以為自己早已收服惡鄰，在這個社區把房子賣掉不成問題，卻發現隔壁新搬來的姊妹會比當初泰迪（柴克·艾弗隆 飾）的兄弟會更加無法無天。
搞叛逆的卡芭妞姊妹會受夠了性別歧視和管很嚴的學校，決定搬到外面可以讓她們肆無忌憚的大鬧特鬧。雪碧（克蘿伊·摩蕾茲 飾）與她的姊妹淘貝絲（凱爾西·克萊蒙 飾）和諾拉（比妮·費爾德斯坦 飾）在校園附近找到了完美地點，就算這間房子位於安靜的社區也擋不了她們要跟男生一樣瘋狂開趴的決心。
大難臨頭下，萊納夫妻與死黨吉米（艾克·拜瑞豪茲 飾）和寶拉（卡拉·嘉洛 飾）不得不借助前鄰居泰迪的力量，希望他的性感魅力能成為扳倒新惡鄰的祕密武器。如果泰迪能滲透姊妹會，把一票女生迷倒，這群30多歲的成年人便可如願以償鬥垮卡芭妞；但如果他們以為對方會乖乖屈服那就大錯特錯了，年輕人不按牌理出牌的搞怪行徑將讓他們難以招架。

## 演員
| 演員            | 角色           |
| 塞斯·羅根       | Mac Radner     |
| 柴克·艾弗隆     | Teddy Sanders  |
| 蘿絲·拜恩       | Kelly Radner   |
| 克蘿伊·摩蕾茲   | Shelby         |
| 戴夫·法蘭科     | Pete Regazolli |
| 艾克·拜瑞豪茲   | Jimmy Blevins  |
| 卡拉·嘉洛       | Paula Faldt    |
| 凱爾西·克萊蒙   | Beth           |
| 比妮·費爾德斯坦 | Nora           |
| 賽琳娜·戈梅茲   | Madison        |

## 發行
2015年2月6日，環球影業將《惡鄰纏身2》預定於2016年5月13日在美國上映。2015年7月27日，電影的發行日延至2016年5月20日。

### 評價
根據爛番茄上收集的197篇專業評論文章，其中125篇給出了「新鮮」的正面評價，「新鮮度」為63%，平均得分5.76（最高10分），而在Metacritic上收集的39篇評論中有19篇給出好評，5篇差評，15篇褒貶不一，平均得分58（滿分100）。據CinemaScore調查，在A+至F之間觀眾給的評價約落在「B」。

### 票房
在美國上映前電影已在五十六個國家上映。於2016年5月6日在十六個國家上映一星期便獲得了900萬美元的票房。美國首週末票房收入為2180萬美元。
在臺灣，北市首週末票房為497萬美元，位居第二，冠軍為《美國隊長3：英雄內戰》（2521萬美元）。

## 外部連結
- 互联网电影数据库（IMDb）上《惡鄰纏身2》的资料（英文）
- Box Office Mojo上《惡鄰纏身2》的資料（英文）
- Metacritic上《惡鄰纏身2》的資料（英文）
- AllMovie上《惡鄰纏身2》的资料（英文）
- 爛番茄上《惡鄰纏身2》的資料（英文）
- 開眼電影網上《惡鄰纏身2》的資料（繁體中文）
- 豆瓣电影上《惡鄰纏身2》的資料 （简体中文）
- 时光网上《惡鄰纏身2》的資料（简体中文）